# Izernore
Izernore ist eine französische Gemeinde mit 2262 Einwohnern (Stand 1. Januar 2022) im Département Ain in der Region Auvergne-Rhône-Alpes. Sie gehört zum Kanton Pont-d’Ain im Arrondissement Nantua.

## Geographie

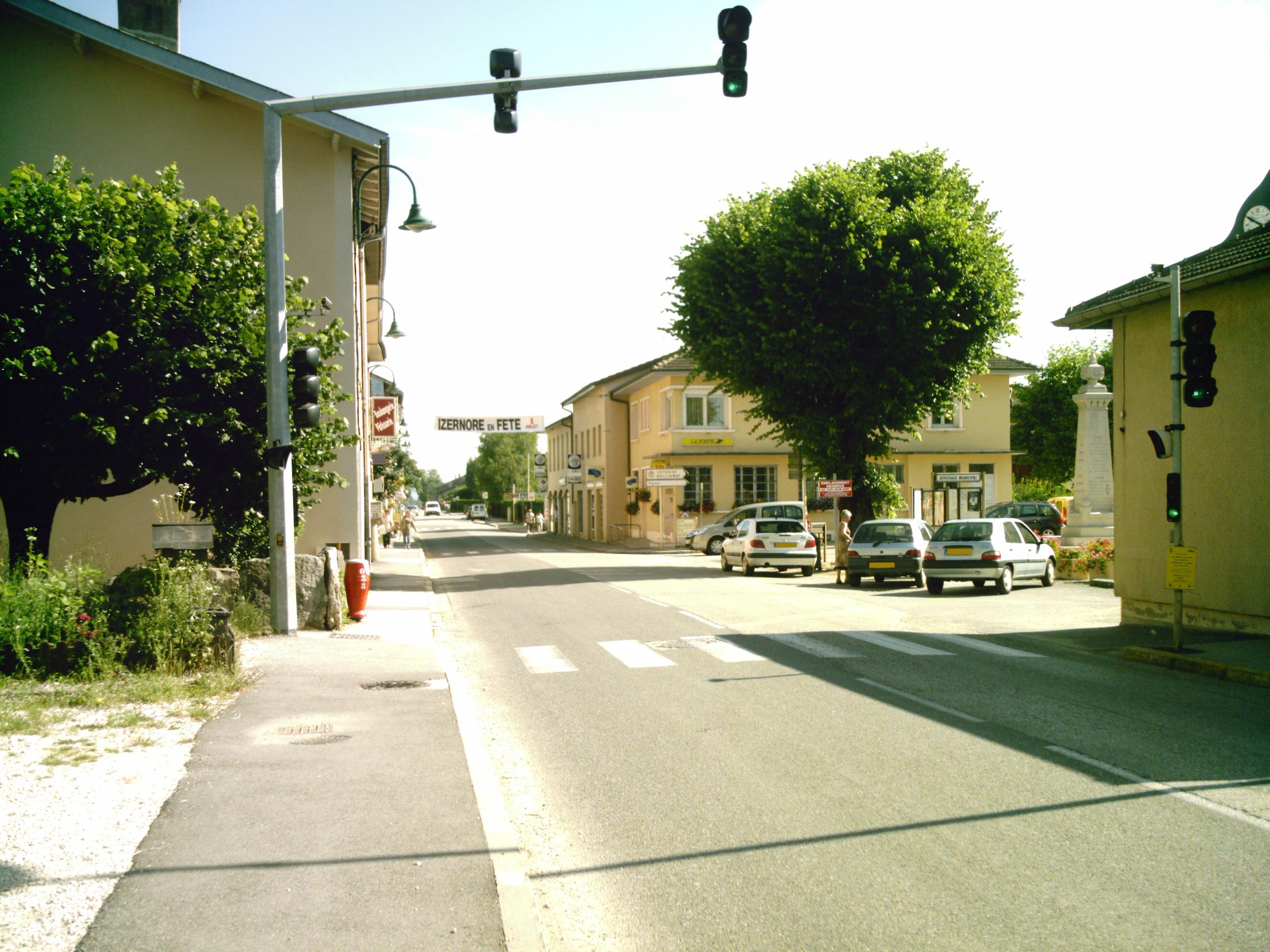
Izernore

Izernore liegt auf 462 m, etwa neun Kilometer südwestlich der Stadt Oyonnax und 25 Kilometer östlich der Präfektur Bourg-en-Bresse (Luftlinie). Das Dorf erstreckt sich im nördlichen Bugey, in einem breiten Becken auf dem Plateau östlich des Oignin, im Jura östlich der Antiklinale der Montagne de Berthiand.
Die Fläche des 20,86 km² großen Gemeindegebiets umfasst einen Abschnitt des südlichen französischen Juras. Der zentrale Teil wird von der rund 2,5 Kilometer breiten, in Nord-Süd-Richtung orientierten Talsenke des Oignin eingenommen, die eine Synklinale im Faltenjura bildet und nach Norden zum Ain entwässert wird. Im Mittel liegt die Talsenke auf 460 m Gegen Norden hin tiefen sich jedoch der Oignin und ein parallel verlaufender Seitenbach in den Talboden ein und schaffen damit zwei Erosionrinnen. Im Westen wird das Becken vom Hügelzug der Montagne de Berthiand flankiert. Nach Osten erstreckt sich das Gemeindeareal auf die Antiklinale, welche das Becken von Izernore vom Oyonnax-Tal trennt. Die Höhen sind überwiegend bewaldet (Bois de Samognat und Bois de Ban). Hier wird mit 817 m die höchste Erhebung von Izernore erreicht.
Zu Izernore gehören neben dem eigentlichen Ort auch verschiedene Weiler und Gehöfte, darunter:
- Pérrignat (460 m) am Ostfuß der Montagne de Berthiand
- Intriat (500 m) am Ostabhang des Mont Griset
- Bussy (505 m) in einer Mulde am östlichen Rand des Beckens von Izernore
- Tignat (490 m) am östlichen Rand des Beckens von Izernore
- Cessiat (580 m) am östlichen Talhang
- Charbillat (670 m) auf einem Geländevorsprung östlich des Beckens von Izernore

Nachbargemeinden von Izernore sind Matafelon-Granges, Samognat und Géovreisset im Norden, Groissiat und Martignat im Osten, Montréal-la-Cluse und Béard-Géovreissiat im Süden sowie Nurieux-Volognat und Sonthonnax-la-Montagne im Westen.

## Geschichte
Izernore kann auf eine sehr lange Siedlungstradition zurückblicken. Hier befand sich die zunächst gallische und später gallorömische Siedlung Isarnodurum, die bis ins 4. Jahrhundert nach Christus eine überregionale Bedeutung hatte. Der Ortsname setzt sich aus den gallischen Wörtern isarnon (Eisen) und duron (latinisiert durum; Pforte, Durchgang, später auch in der Bedeutung von befestigte Siedlung) zusammen.
In der nachfolgenden Zeit wurde die Siedlung mehrfach von einfallenden Germanenstämmen zerstört, jedoch immer wieder aufgebaut, so dass eine durchgehende Besiedlung bis ins Frühmittelalter erwartet werden kann. In den Urkunden erscheint Isarnodori im 8. Jahrhundert. Danach wandelte sich die Schreibweise über Ysernoderum (1299), Yzernore (1350), Yzernodorum (1419), Yssernorum (1500), Isernorum (1587), Ysarnoroz (1606), Izernoron (1613), Isarnore (1650) und Izarnore (1780) zum heutigen Namen. Im Mittelalter gehörte der Ort zur Herrschaft Bussy, die unter der Oberhoheit der Grafen von Savoyen stand. Mit dem Vertrag von Lyon gelangte Izernore im Jahre 1601 an Frankreich.
Von 1826 bis 2015 war Izernore Hauptort (frz.: chef-lieu) des Kantons Izernore.

### Bevölkerungsentwicklung
| Jahr                       | 1962 | 1968 | 1975 | 1982 | 1990 | 1999 | 2011 | 2020 |
| Einwohner                  | 548  | 520  | 682  | 975  | 1170 | 1656 | 2294 | 2267 |
| Quellen: Cassini und INSEE |      |      |      |      |      |      |      |      |

Mit 2262 Einwohnern (Stand 1. Januar 2022) gehört Izernore zu den kleineren Gemeinden des Départements Ain. Nachdem die Einwohnerzahl in der ersten Hälfte des 20. Jahrhunderts abgenommen hatte (1891 wurden noch 1016 Personen gezählt), wurde seit Beginn der 1970er Jahre wieder eine deutliche Bevölkerungszunahme verzeichnet. Seither hat sich die Bevölkerungszahl mehr als vervierfacht. Die Ortsbewohner von Izernore heißen auf Französisch Izernois(es).

## Sehenswürdigkeiten
Die Pfarrkirche Notre-Dame-de-l’Assomption wurde Ende des 15. Jahrhunderts im Stil der Spätgotik erbaut und 1988 letztmals umfassend restauriert. Auf dem Kirchplatz steht ein Kreuz, das aus Baumaterial des antiken Isarnodurum erstellt wurde. Von der gallorömischen Siedlung sind Reste eines monumentalen Tempels erhalten, der entweder Mars oder Merkur geweiht war. Weitere Überreste stammen von Thermen und Wohngebäuden; daneben gibt es zahlreiche weitere Funde wie beispielsweise Münzen, Keramikfragmente und Werkzeuge. Ein Teil davon befindet sich heute im Archäologischen Museum von Izernore. Vom Château de Bussy, das im 12. Jahrhundert erbaut worden war, sind noch einige Überreste sichtbar.

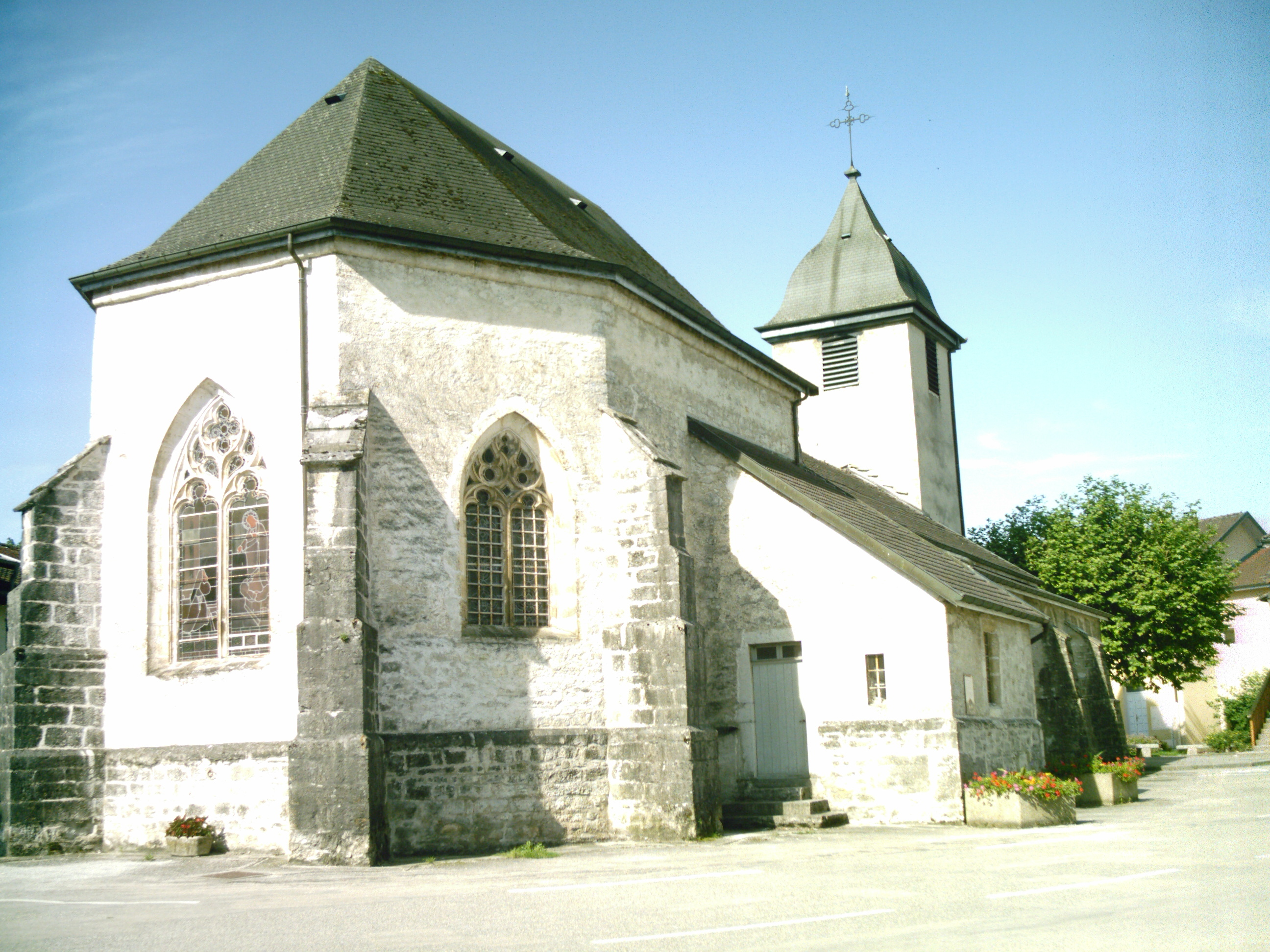
Pfarrkirche Notre-Dame-de-l’Assomption
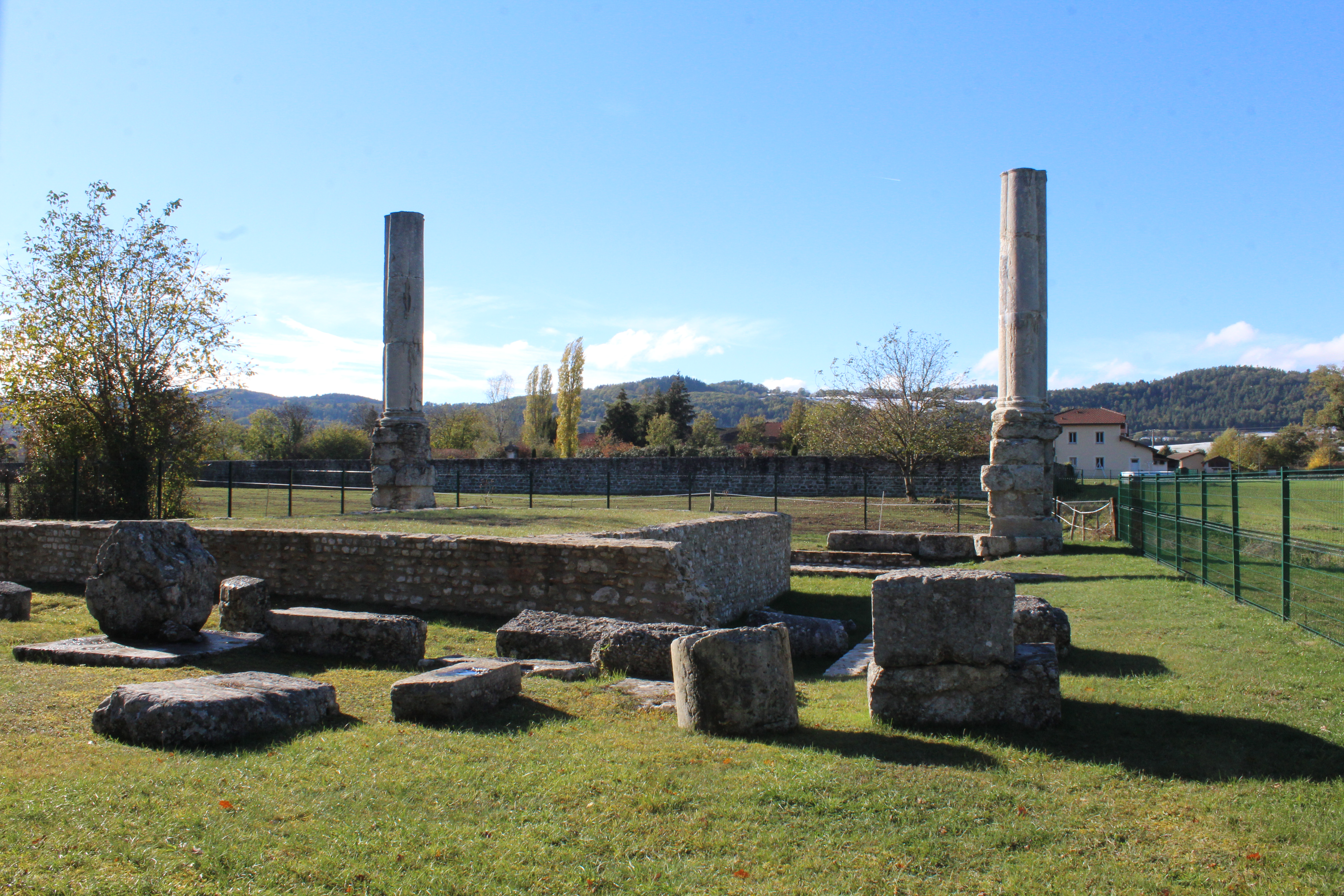
Reste des gallorömischen Tempels
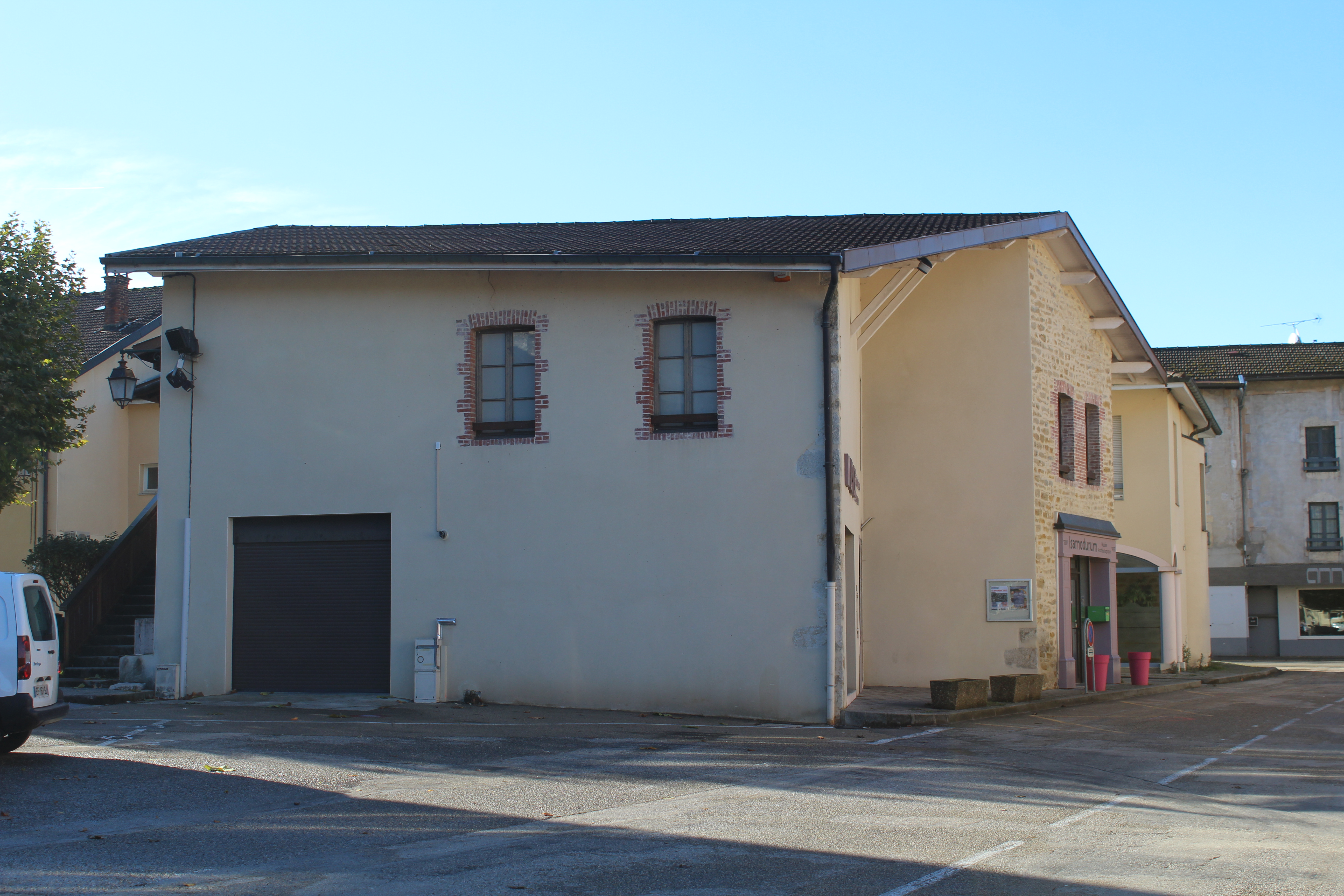
Archäologisches Museum
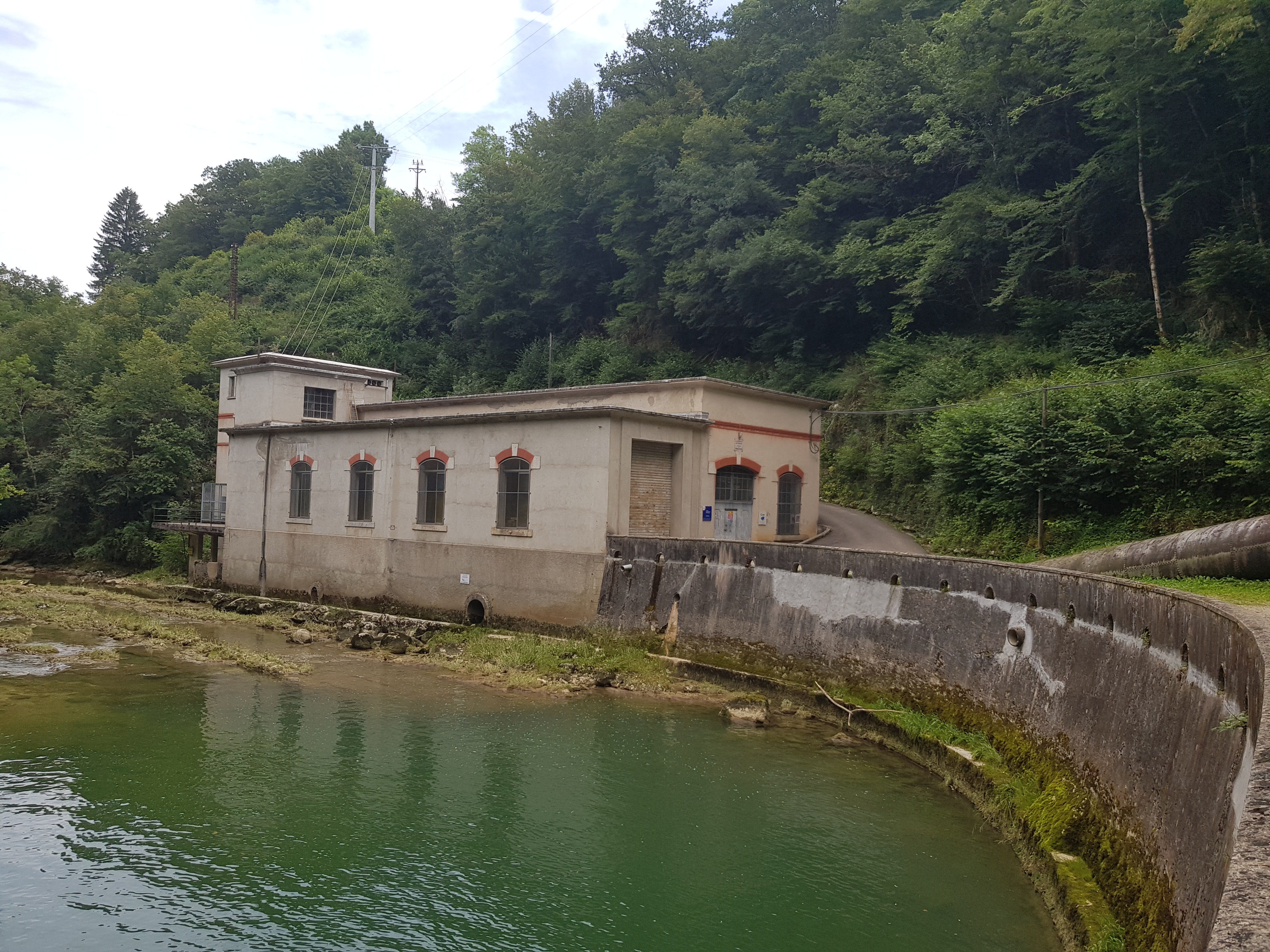
Wasserkraftwerk Les Trablettes an der Talsperre Intriat
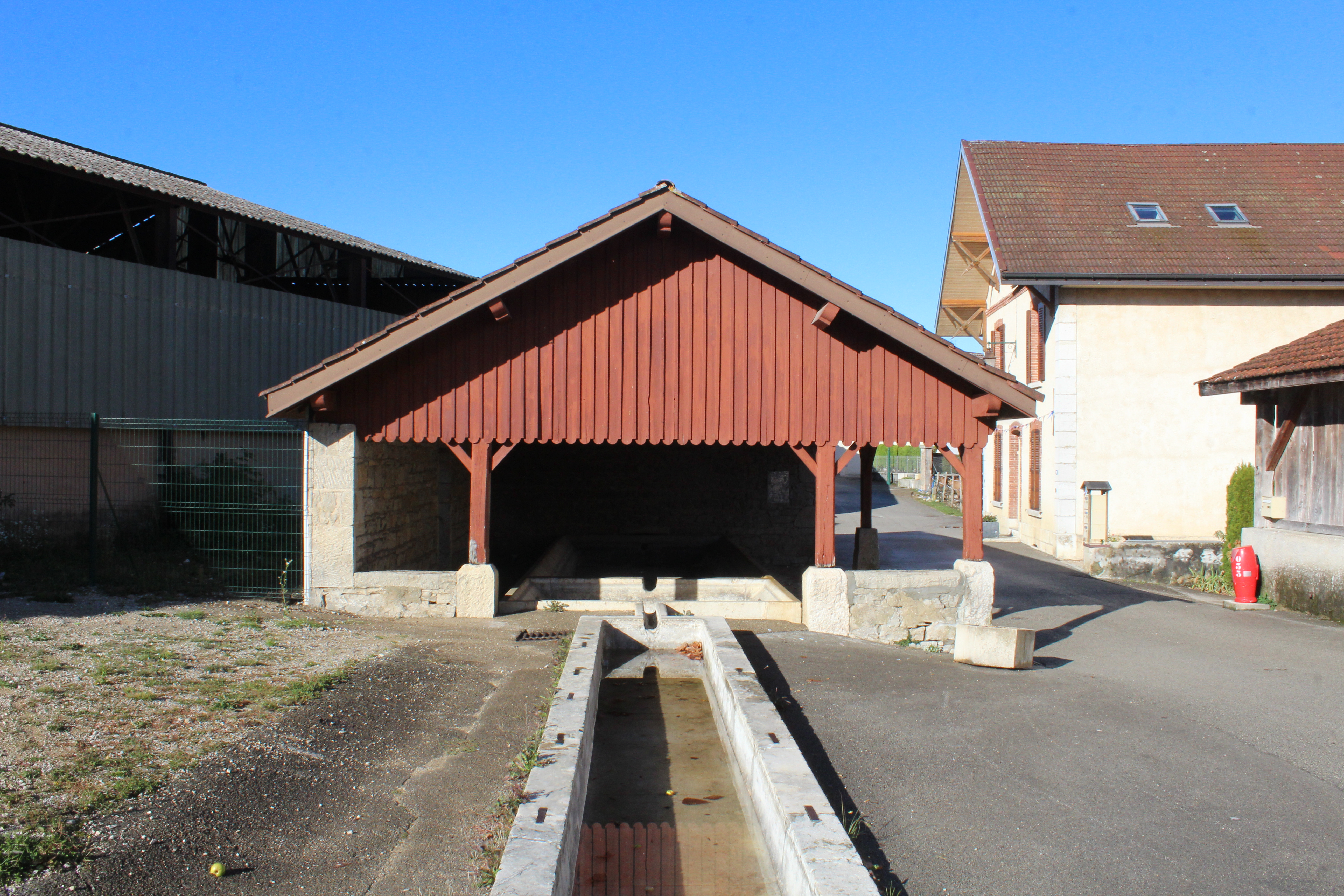
Ehemaliges öffentliches Waschhaus
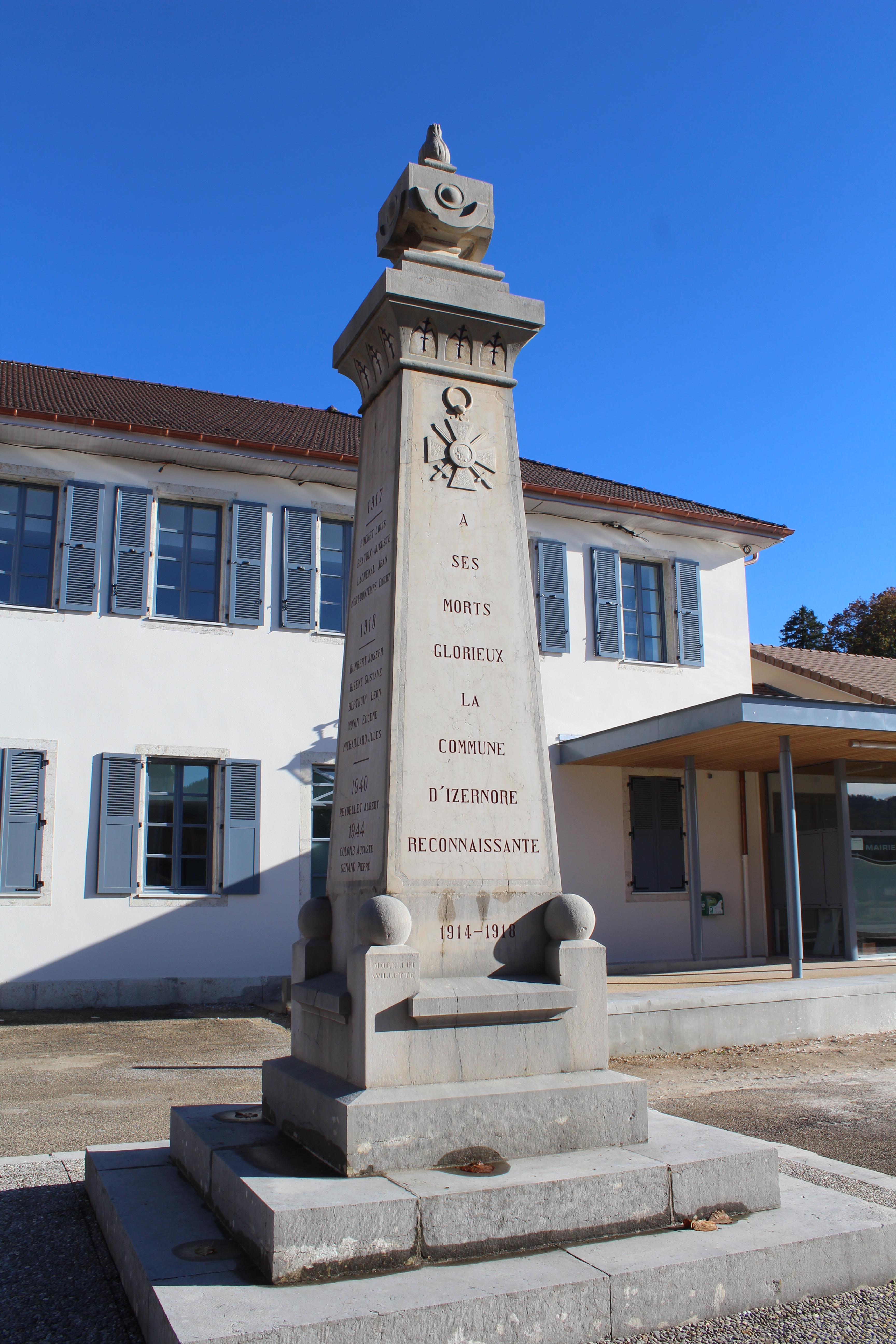
Gefallenendenkmal

## Wirtschaft und Infrastruktur
Izernore war bis ins 20. Jahrhundert hinein ein vorwiegend durch die Landwirtschaft geprägtes Dorf. Daneben gibt es heute einige Betriebe des Klein- und Mittelgewerbes. Besonders im Süden der Ortschaft hat sich seit den 1970er Jahren eine Industrie- und Gewerbezone entwickelt. Mittlerweile hat sich das Dorf auch zu einer Wohngemeinde gewandelt. Viele Erwerbstätige sind deshalb Wegpendler, die in den größeren Ortschaften der Umgebung ihrer Arbeit nachgehen.
Die Ortschaft ist verkehrsmäßig gut erschlossen. Sie liegt an einer Departementsstraße, die von Montréal-la-Cluse nach Thoirette führt. Weitere Straßenverbindungen bestehen mit Bellignat, Géovreissiat, Nurieux und Sonthonnax-la-Montagne. Der nächste Anschluss an die Autobahn A404 (Saint-Martin-du-Frêne – Oyonnax) befindet sich in einer Entfernung von rund sechs Kilometern.
In Izernore befindet sich eine staatliche école primaire (Grundschule mit eingegliederter Vorschule).